# Корейське генерал-губернаторство
37°34′39″ пн. ш. 126°58′37″ сх. д. / 37.5775° пн. ш. 126.97694444444° сх. д.

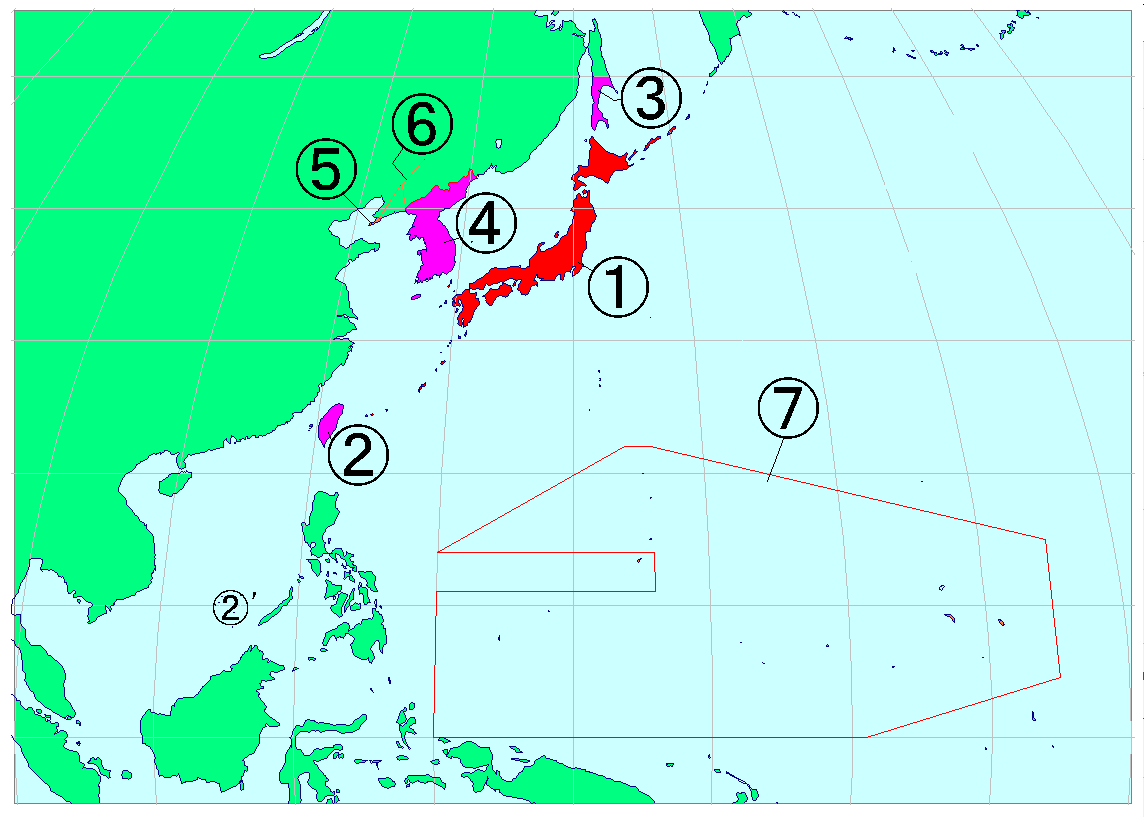
4. Корейське генерал-губернаторство.

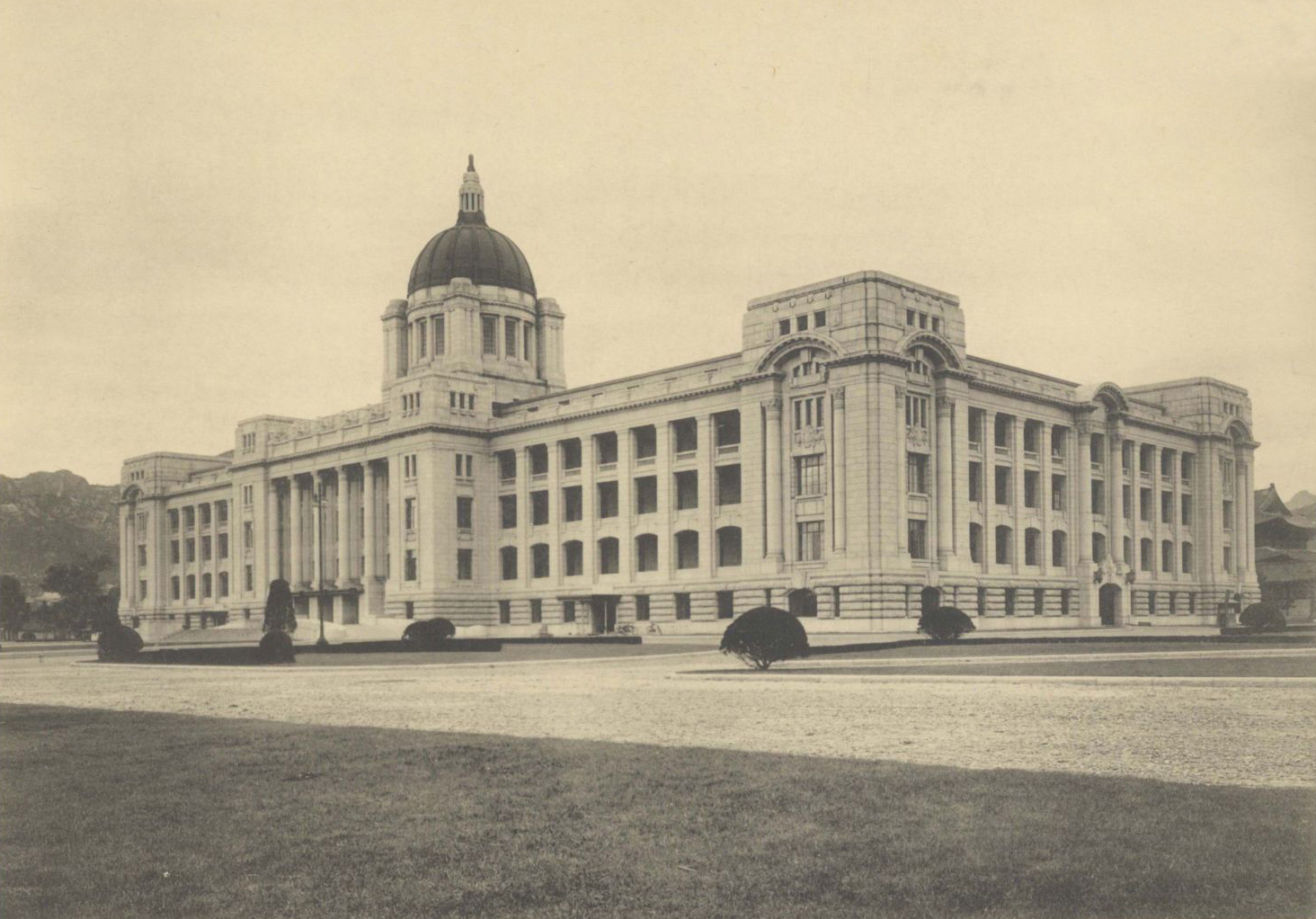
Резиденція генерал-губернаторів (Сеул). Знесена корейцями у 1995—1996 як пам'ятник іноземного панування

Печатка японського уряду в Кореї

Корейське генерал-губернаторство (Чьосен) (яп. [朝鮮総督府], ちょうせんそうとくふ) — адміністративно-територіальна одиниця Японської імперії в 1910—1945 роках в Кореї й прилеглих островах, генерал-губернаторство.

## Опис
Створене 1 жовтня 1910 після японської анексії Кореї. Військово-колоніальна установа. Попередником було Корейське генерал-резиденство, засноване японською стороною після підписання другого японсько-корейського договору про співробітництво 1905 року. Поєднувало функції генерал-резиденства та ліквідованого корейського уряду. Очолювалося генерал-губернаторами, які призначалися винятково з числа японських генералів або генерал-лейтенантів армії чи флоту; вони були повноважними управителями Кореї у цивільних і військових справах, очолювали законодавчу, виконавчу і судову владу. Адміністративний центр і резиденція генерал-губернатора розташовувалася в місті Кейджьо (сучасний Сеул). Уряд генерал-губернаторства складався з 5 управлінь: загальних справ, внутрішніх справ, доходів, економіки і судових справ. Ним підпорядковувалося ще 9 відділів, зокрема поліцейський і тимчасовий земельний. Територія поділялася на 13 провінцій. Японська колоніальна влада проводила модернізацію Корейського півострова, але одночасно займалася асиміляцією етнічного корейського населення (японізація і зміна змісту освіти, навязування міфу про «спільне японсько-корейське походження», примусова реєстрація корейців за японськими іменами, обмеження сфери вжитку корейської мови), впровадила заборони на вільний друк, свободи зібрань тощо. Після корейського національного повстання 1 березня 1919 року стиль управління формально пом'якшили, дозволивши цивільним особам займати посади у генерал-губернаторстві, проте асиміляційний курс не змінювався. В ході японсько-китайської війни (1937—1945) і війни на Тихому океані (1941—1945) генерал-губернаторство слугувало ресурсно-сировинним додатоком Японії; з нього вивозили ліс, метали, сільськогосподарську продукцію, робочу і військову силу. Ліквідоване 28 вересня 1945 року після поразки Японії у Другій світовій війні та здачі Кореї американським окупаційним військам.

## Військо
- З 22 січня по 15 серпня 1945 року перебувало під захистом 17-го фронту Імперської армії Японії.

## Генерал-губернатори
Генерал-губернатори Кореї (яп. 【朝鮮総督】, ちょうせんそうとく, Чьōсен сōтоку).
1. Тераучі Масатаке (16 жовтня 1910 — 14 жовтня 1916);
2. Хасеґава Йошімічі (16 жовтня 1916 — 12 серпня 1919);
3. Сайто Макото (13 серпня 1919 — 10 грудня 1927);
в.о. Уґакі Кадзушіґе (15 квітня 1927 — 1 жовтня 1927);
4. Яманаші Хандзо (10 грудня 1927 — 10 серпня 1929);
5. Сайто Макото (17 серпня 1929 — 17 червня 1931);
6. Уґакі Кадзушіґе (17 червня 1931 — 5 серпня 1936);
7. Мінамі Джіро (5 серпня 1936 — 29 травня 1942);
8. Коїсо Куніакі (29 травня 1942 — 22 липня 1944);
9. Абе Нобуюкі (24 липня 1944 — 28 вересня 1945).